# 谷内翔太
谷内 翔太（たにうち しょうた、1989年12月22日 - ）は、日本の作詞家、作曲家、編曲家。株式会社mad-phatの代表取締役。
芸能事務所アリスプロジェクトの元専属作家であり、運営元の株式会社クリーブラッツの元社員。アリス十番やスチームガールズ、後期には仮面女子のマネジメントや、CDリリース時のメーカーディレクターも担当した。2015年には仮面女子がインディーズレーベルの女性アーティストとしては史上初の快挙となるオリコン1位を獲得。当時のリリースでは楽曲制作のみならず、原盤制作ディレクターも担当、リリース楽曲全体にわたり管理監督を務める。その他にはテレビ朝日『333 トリオさん』にサウンドクリエイターとして出演（2011年7月9日・2011年7月24日）。映画『携帯彼女＋（プラス）』の主題歌を担当。おさわり探偵なめこ栽培キット公式コンピレーションCD『なめこのCD』にてSEXY-SYNTHESIZERとコラボ。
独立しフリーランスを経た後、2017年に株式会社mad-phatを設立。アーティストやアイドルグループなどのプロデュースを主とした芸能事業部、ヒップホップやテクノなどを主とした音楽事業部を二軸としたレーベルプロダクション業を営む。

## 提供作品
- 麻友美
  - 「未来は今」（作曲・編曲）

- アーマーガールズ
  - 「祭・アドベンチャー」（作曲）
  - 「ミツろぅのテーマ」（作曲）

- AMAZ
  - 「AMAZING WORLD」（編曲）
  - 「夢花火」（作曲・編曲）
  - 「Overture」（作曲・編曲）
  - 「恋戦恋勝」（編曲）
- アリス十番
  - 「夏だね☆」（編曲）
  - 「負けないで☆」（編曲）
  - 「真・アドベンチャー」（作曲）
  - 「Dive-E」（編曲）
  - 「Fusion☆Girl」（作曲・編曲）

- OZ
  - 「アドベンチャー」（作曲・編曲）
  - 「Days」（作曲・編曲）

- 仮面女子
  - 「Wohhhh!!!!!☆」（編曲）
  - 「超・アドベンチャー」（作曲）

- CRIB⑥
  - 「parallel world」（作曲・編曲）
  - 「シークレット☆メモリーズ」（作曲・編曲）
- ゲームガールズ
  - 「じせだいだい」（作曲・編曲）

- スチームガールズ
  - 「destiny」（作曲・編曲）
  - 「HIGH and LOW」（作曲・編曲）
  - 「優しい風」（作詞・作曲・編曲）
  - 「Fate」（作詞・作曲・編曲）
  - 「Days」（作曲）
  - 「ラジオ会館のうた」（作曲・編曲）
  - 「COSMIC LOVE」（作曲・編曲）
  - 「雷・アドベンチャー」（作曲・編曲）
  - 「シャイニーラブ」（作曲・編曲）

- チェリーブロッサム
  - 「マーガリン」（作曲・編曲）
  - 「I wish」（作曲・編曲）

- 津田美波+三上枝織
  - 「モノローグ[5]」（作曲、編曲）

- DDプリンセス
  - 「Lovely Little Worriors」（作詞・作曲・編曲）
  - 「Overture」（作曲・編曲）

- トッピング☆ガールズ
  - 「つけMEN☆極MEN」（編曲）

- なめこのCD
  - 「ジメニョキ・ブラザーズ」（作詞・作曲）

- ぱー研！
  - 「ハニトンのテーマ」（作曲・編曲）
  - 「萌・アドベンチャー」（作曲）
  - 「ぱー研! オープニングSE」（作曲・編曲）

- FES☆TIVE
  - 「恋紅葉」（作詞・作曲・編曲）
  - 「SUMMER☆JUMPING」（作詞・作曲・編曲）

- ぴゅあふる
  - 「夏だね☆」（編曲）

- 復活！ミニスカポリス
  - 「Dance All Night」（作曲・編曲）

- Prism
  - 「アドベンチャー」（作曲・編曲）
  - 「Days」（作曲・編曲）
  - 「カラフルウェーブ」（作曲・編曲）

- ほわいと☆ｍｉｌｋ
  - 「キミとのストーリー」（作曲・編曲）

- 街角景気☆仮面女子↑
  - 「♡ラカタブLOVE」（作曲・編曲）

- me-me
  - 「You are addicted」（作曲・編曲）
  - 「mirror」（作曲・編曲）

- 森カノン
  - 「Summer Days」（作曲・編曲）